# Kongsvinger IL Toppfotball
A KIL Toppfotball, teljes nevén Kongsvinger Idrettslag Toppfotball egy norvég labdarúgócsapat, a Kongsvinger IL egyik szakosztálya. A klubot 1892-ben alapították.
A klub legnagyobb sikere az 1983 és 1997 között 11, egyhuzamban eltöltött első osztályú szezon, valamint az 1993–1994-es UEFA-kupa-indulás. Itt többek között az olasz Juventusszal is találkozott, akivel „hazai” pályán (a meccset az Ullevaal Stadionban játszották) 1–1-es döntetlent ért el.
2009-ben tízéves szünet után tért vissza első az osztályba. A másodosztályban a harmadik helyen végzett, így nem jutott fel egyenes ágon, hanem rájátszást kellett vívnia. Ezt a Sarpsborg ellen vívta. Bár az első mérkőzésen kikapott, a másodikon nyerni tudott, és végül jobb gólkülönbségének köszönhetően feljutott az első osztályba.

## Jelenlegi keret
2010. március 5. szerint.
| #  |          | Poszt | Név                                              |
| -- | -------- | ----- | ------------------------------------------------ |
| 1  | NOR      | K     | Thomas Myhre                                     |
| 2  | Tanzánia | KP    | Henry Joseph Shindika                            |
| 4  | SWE      | V     | Edier Frejd                                      |
| 5  | SWE      | V     | Bobbie Friberg da Cruz (Kölcsönben a Randerstől) |
| 6  | NOR      | KP    | Ørjan Berg Hansen                                |
| 7  | NOR      | CS    | Kim Holmen                                       |
| 8  | NOR      | KP    | Adem Güven                                       |
| 9  | NOR      | CS    | Martin Linnes                                    |
| 10 | NOR      | V     | Vidar Riseth (Csapatkapitány)                    |
| 11 | NOR      | KP    | Olav Tuelo Johannesen                            |
| 12 | SEN      | CS    | Mame Niang                                       |

| #  |     | Poszt | Név                                      |
| -- | --- | ----- | ---------------------------------------- |
| 14 | NOR | V     | Kai Olav Ryen                            |
| 15 | NOR | V     | Yngvar Håkonsen                          |
| 16 | NOR | KP    | Magne Sturød                             |
| 19 | NOR | KP    | Kristian Jahr                            |
| 20 | NOR | KP    | Roger Risholt (Csapatkapitány-helyettes) |
| 21 | NOR | KP    | Carl-Erik Torp                           |
| 22 | LUX | KP    | Lars Christian Krogh Gerson              |
| 23 | SWE | K     | Conny Månsson                            |
| 24 | NOR | CS    | Kai Risholt                              |
| 25 | NOR | K     | Olav Dalen                               |

## A legutóbbi szezonok
| Szezon |    | Poz | M  | Gy | D  | V  | RG | KG | P  | Kupa   | Megjegyzés               |
| ------ | -- | --- | -- | -- | -- | -- | -- | -- | -- | ------ | ------------------------ |
| 2005   | AL | 10  | 30 | 11 | 4  | 15 | 41 | 48 | 37 | 2. kör |                          |
| 2006   | AL | 7   | 30 | 11 | 10 | 9  | 39 | 42 | 42 |        |                          |
| 2007   | AL | 4   | 30 | 16 | 5  | 9  | 56 | 42 | 53 | 3. kör |                          |
| 2008   | AL | 13  | 30 | 8  | 6  | 16 | 33 | 58 | 30 | 3. kör |                          |
| 2009   | AL | 3   | 30 | 18 | 2  | 10 | 52 | 37 | 56 | 3. kör | Rájátszás után feljutott |

## Sikerek
- Bajnokság:
  - Második: 1992
  - Harmadik: 1986, 1987
- UEFA-kupa
  - 2. kör: 1993
- Kupa
  - Döntős: 2016
  - Elődöntős: 1983, 1990, 1992, 1996

## Ismertebb játékosok
- Øivind Tomteberget
- Even Pellerud
- Arnfinn Engerbakk
- Dag Riisnæs
- Stig Inge Bjørnebye
- Christer Basma
- Erik Holtan
- Geir Frigård
- Jon Inge Høiland
- Kjell Roar Kaasa
- Vidar Riseth
- Vangjel Mile

## Külső hivatkozások
- Hivatalos weboldal
- Szurkolói oldal
- Statisztika